# Các ủy ban Helsinki về Nhân quyền
Các Ủy ban Helsinki về Nhân quyền (tiếng Anh: Helsinki Committees for Human Rights) là các tổ chức phi lợi nhuận, tự nguyện đấu tranh cho Nhân quyền. Các Ủy ban này tồn tại ở nhiều nước châu Âu (các vùng của Tổ chức An ninh và Hợp tác châu Âu), có lẽ được đặt tên theo Các hòa ước Helsinki (Helsinki Accords).
Các Ủy ban Helsinki bắt đầu như các "Nhóm theo dõi (nhân quyền) Helsinki" (Helsinki Watch). Nhóm đầu tiên được thành lập ở Liên Xô năm 1976, nhóm thứ nhì ở Tiệp Khắc năm 1977, nhóm thứ ba ở Ba Lan năm 1979, vv...
Năm 1982, các đại biểu của nhiều Ủy ban này đã tổ chức một "International Citizens Helsinki Watch Conference" và lập ra Liên đoàn Quốc tế Helsinki về Nhân quyền (International Helsinki Federation for Human Rights) có trụ sở ở Viên (Áo), nhưng nay đã phá sản do gian lận tài chính trong nội bộ tổ chức..
Năm 1992, một Nhóm Nhân quyền Helsinki của Anh (British Helsinki Human Rights Group) đã được lập ở Vương quốc Anh, nhưng nhóm này luôn hoàn toàn độc lập với Liên đoàn Quốc tế Helsinki về Nhân quyền. Đại biểu chính thức của Vương quốc Anh trong Liên đoàn Quốc tế Helsinki về Nhân quyền là Phân ban Helsinki của Anh thuộc Nhóm Nhân quyền Nghị viện (British Helsinki Subcommittee of the Parliamentary Human Rights Group), lập năm 1976.

## Các tổ chức quốc gia
- Belarus: Ủy ban Helsinki của Belarus (Belarus Helsinki Committee)
- Croatia: Ủy ban Helsinki của Croatia (Croatian Helsinki Committee)
- Hungary: Ủy ban Helsinki của Hunggary (Hungarian Helsinki Committee)
- Cộng hòa Macedonia: Ủy ban Helsinki về Nhân quyền của Cộng hòa Macedonia (Helsinki Committee for Human Rights of the Republic of Macedonia)
- Serbia: Ủy ban Helsinki về Nhân quyền ở Serbia (Helsinki Committee for Human Rights in Serbia)
- Thụy Điển: Ủy ban Helsinki về Nhân quyền ở Thụy Điển (Civil Rights Defenders)